# Kateryna Serebrjanska
Kateryna Serebrjanska (ukrainska: Катерина Олегівна Серебрянська), född den 25 oktober 1977 i Simferopol, Ukrainska SSR, Sovjetunionen, är en ukrainsk gymnast.
Hon tog OS-guld i rytmisk gymnastik i samband med de olympiska gymnastiktävlingarna 1996 i Atlanta.